# Assassinat de Miguel Uribe Turbay
Le 7 juin 2025, Miguel Uribe Turbay, sénateur et pré-candidat à l'élection présidentielle colombienne de 2026, est abattu par derrière lors d'un rassemblement au parc El Golfito dans le quartier de Modelia, qui fait partie de la localité de Fontibón, à Bogota, en Colombie. 
Il est hospitalisé dans un état critique et meurt deux mois plus tard, le 11 août 2025,,.

## Contexte
Miguel Uribe Turbay est un politicien colombien conservateur. Son grand-père, Julio César Turbay Ayala, était le 25e président de la Colombie. Sa mère, la journaliste Diana Turbay, a été kidnappée par le cartel de Medellín en 1990 et tuée lors d'une tentative de sauvetage bâclée l'année suivante.
Au moment de l'attentat, Uribe Turbay est membre du Sénat de Colombie et se présente comme pré-candidat du Centre démocratique à l'élection présidentielle de 2026.

## Attentat
Le 7 juin 2025, Uribe Turbay a été abattu par derrière lors d'un rassemblement au parc El Golfito à Modelia, Fontibón, Bogotá. La BBC rapporte qu'il est frappé par trois projectiles, dont deux balles à la tête. Deux autres personnes ont été blessées et le tireur présumé a été blessé au pied lors d'un échange de tirs avec des gardes du corps.
Turbay a d'abord été transporté au centre médical d'Engativá, puis à la Fundación Santa Fe de Bogotá, où une opération neurochirurgicale et périphérique-vasculaire combinée a été réalisée'. Le 16 juin, il a subi une intervention chirurgicale d'urgence en raison d'une hémorragie au cerveau, et le 10 août, son état est redevenu critique après une autre hémorragie cérébrale. Uribe Turbay meurt à la Fundación Santa Fe le 11 août 2025, à l'âge de 39 ans, des complications de ses blessures. Le président Gustavo Petro a déclaré le 12 août « Jour de deuil national ». La dépouille d'Uribe a été reçue au Congrès national avant d'être emmenée à la cathédrale de l'Immaculée-conception de Bogota pour la messe de funérailles le 13 août. Il a ensuite été inhumé au cimetière central de Bogota. Ni Petro, ni le vice-président Francia Márquez n'ont assisté aux cérémonies, citant les souhaits de la famille d'Uribe.

## Enquête et procédures judiciaires
Un adolescent suspect a été arrêté sur les lieux. Les autorités l'ont d'abord décrit comme un mineur et ont déclaré plus tard qu'un jeune de 15 ans avait été accusé de tentative d'homicide et de possession illégale d'une arme à feu. Dans une vidéo enregistrée lors de son arrestation, le jeune a déclaré qu'il avait agi pour l'argent d'un trafiquant de drogue'. Sa mère était décédée et son père vivait à l'étranger. Selon le président Gustavo Petro, il a quitté les cours de « Jeunesse en paix », était très conflictuel et avait des difficultés sociales.
Le jour même de l'attentat, le ministère de la Défense nationale offre une récompense allant jusqu'à 3 milliards de pesos pour des informations pouvant mener aux commanditaires. Les enquêteurs ont déclaré que le pistolet de style Glock de 9 mm récupéré sur les lieux avait été légalement acheté le 6 août 2020 à Mesa, en Arizona ; la façon dont il est entré en Colombie n’est pas communiquée’’.
Les procureurs ont aussi accusé d'autres suspects qui auraient assuré la logistique et la reconnaissance. Le 5 juillet 2025, la police annonce l'arrestation à Bogota d'un homme accusé d'avoir orchestré l'attentat, l'aîné José Arteaga Hernández (« Chipi » ou « Costeño »). En août 2025, les autorités n'avaient pas établi publiquement de mobile.
Au total, six personnes ont été arrêtées dans le cadre de l'affaire : le suspect adolescent, accusé de tentative d'homicide et de possession illégale d'arme à feu ; Carlos Eduardo Mora González, accusé d'avoir fourni un soutien logistique ; Katerine Andrea Martínez, accusé d'avoir participé à la planification ; William Fernando González Cruz, chargé de ramasser les personnes impliquées ; l'aîné, José Arteaga Hernández, impliqué par les autorités comme étant le commanditaire ; et une sixième personne, arrêtée le 18 juillet, qui aurait été un pilote de fuite. Tous ont plaidé non coupable.

## Réactions

### Domestique
Le président Gustavo Petro a publié un message de solidarité sur X, condamnant l'attentat et rappelant le meurtre en 1991 de la mère du sénateur, la journaliste Diana Turbay.
Le gouvernement national a annoncé une réunion interpartite pour le 9 juin 2025 afin de discuter des mesures visant à renforcer la sécurité des candidats à l'approche des élections de 2026 ; la réunion a ensuite été suspendue après que plusieurs partis d'opposition — y compris le Centre démocratique, le Radical Change et le Parti conservateur — ont refusé d'y assister. Le gouvernement a déclaré qu'il chercherait des mécanismes alternatifs, y compris une commission de surveillance électorale.
Le président Petro et d'autres représentants du gouvernement ont exprimé des inquiétudes quant à la protection d'Auribe Turbay le jour de l'attentat ; Petro a déclaré que les détails de sécurité du candidat avaient été réduits peu de temps avant la fusillade et a ordonné une enquête. Le ministère de la Défense a offert une récompense monétaire pour l'information et le gouvernement a annoncé des mesures de protection renforcées pour les autres candidats.
Pendant qu'Uribe Turbay subissait une intervention chirurgicale et un traitement à la clinique Fundación Santa Fe, plusieurs personnalités politiques lui ont rendu visite à l'hôpital, dont le maire de Bogota Carlos Fernando Galán et les anciens présidents Álvaro Uribe et César Gaviria.
Les autorités ont déclaré que le mineur arrêté semblait avoir agi comme un tueur à gages rémunéré et était probablement un auteur matériel dans un complot plus large ; le bureau du procureur général a décrit le suspect comme « le dernier maillon » d'une chaîne et les enquêteurs ont poursuivi d'éventuels organisateurs et complices. L'adolescent a officiellement plaidé non coupable aux accusations en juin'.
Human Rights Watch a déclaré que l'attentat risquait de dissuader la participation politique et a appelé à des enquêtes rapides et transparentes.

### International
Les dirigeants régionaux et les organisations internationales ont condamné l'attaque. L'Organisation des États américains a publié une déclaration condamnant la violence et appelant à une enquête rapide et approfondie. Le secrétaire général des Nations Unies a exprimé sa tristesse et a appelé à une enquête approfondie. Le SEAE a également exprimé ses condoléances et a exhorté les autorités colombiennes à identifier et à traduire en justice les responsables.
Les chefs d'État et les hauts politiques de la région ont publiquement condamné l'attaque ; ceux qui ont publié des déclarations ou des messages de condamnation comprenaient le président chilien Gabriel Boric, le président équatorien Daniel Noboa et la cheffe de l'opposition vénézuélienne María.
Plusieurs législateurs américains ont condamné l'attaque, dont Marco Rubio et María Elvira Salazar, qui ont exhorté les responsables à faire face à des procédures judiciaires et ont appelé à de plus grandes mesures de sécurité pour les personnalités politiques.
La couverture compilée par Reuters et d'autres points de vente a enregistré des déclarations exhortant au calme, exigeant une enquête transparente et appelant à la protection des acteurs politiques.

### Conséquences et suivi officiel
Dans les semaines qui ont suivi l'attaque, les autorités ont arrêté plusieurs suspects qui auraient joué un rôle dans la planification, la logistique ou la facilitation de la fusillade ; les procureurs ont déclaré que les enquêtes étaient en cours sur les cerveaux présumés derrière l'opération. L'attaque a suscité un nouveau débat en Colombie sur la rhétorique politique, la protection des candidats et l'utilisation de mineurs par des groupes criminels.